# Facultad de Ciencias Sociales (Universidad de Buenos Aires)
La Facultad de Ciencias Sociales (FSOC) forma parte de la Universidad de Buenos Aires como su alta casa de estudios e investigaciones en las ciencias sociales. Consta de dos sedes: la Sede Marcelo T. de Alvear, ubicada en la calle Marcelo T. de Alvear 2230, en el barrio porteño de Recoleta; y la Sede "Federico Luis Schuster" en la calle Santiago del Estero 1029, en el barrio porteño de Constitución.
Fundada hace 36 años, se trata de una de las facultades con mayor matrícula estudiantil de la UBA. Aquí se dictan las carreras de grado de Trabajo Social, Sociología, Ciencia Política, Relaciones de Trabajo y Ciencias de la Comunicación. También se dictan carreras de posgrado como el doctorado en Ciencias Sociales y varias maestrías y especializaciones.   
En lo que se refiere a la investigación, por la cantidad de proyectos acreditados y becas es la cuarta en capacidad dentro de la Universidad. Dispone de dos reconocidos institutos de investigación: el Instituto de Investigaciones Gino Germani (IIGG); y el Instituto de Estudios de América Latina y el Caribe (IEALC) y una gran variedad de centros y observatorios.
Como institución posee tres publicaciones regulares: la Revista Ciencias Sociales, la Revista Sociedad y la revista Sociales en Debate. Además en su interior las carreras, cátedras, centros de investigación y centro de estudiantes tienen sus propias publicaciones.
Organiza varios proyectos y actividades de extensión y relación activa con la comunidad, en las cuales destaca el Programa de Fortalecimiento de Organizaciones Sociales y Comunitarias.

## Historia

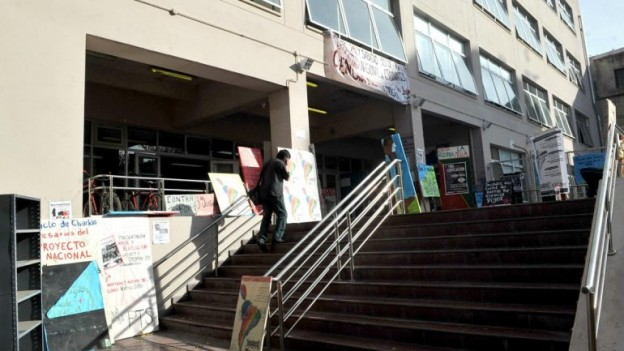
Escalinata de entrada a la sede Constitución.

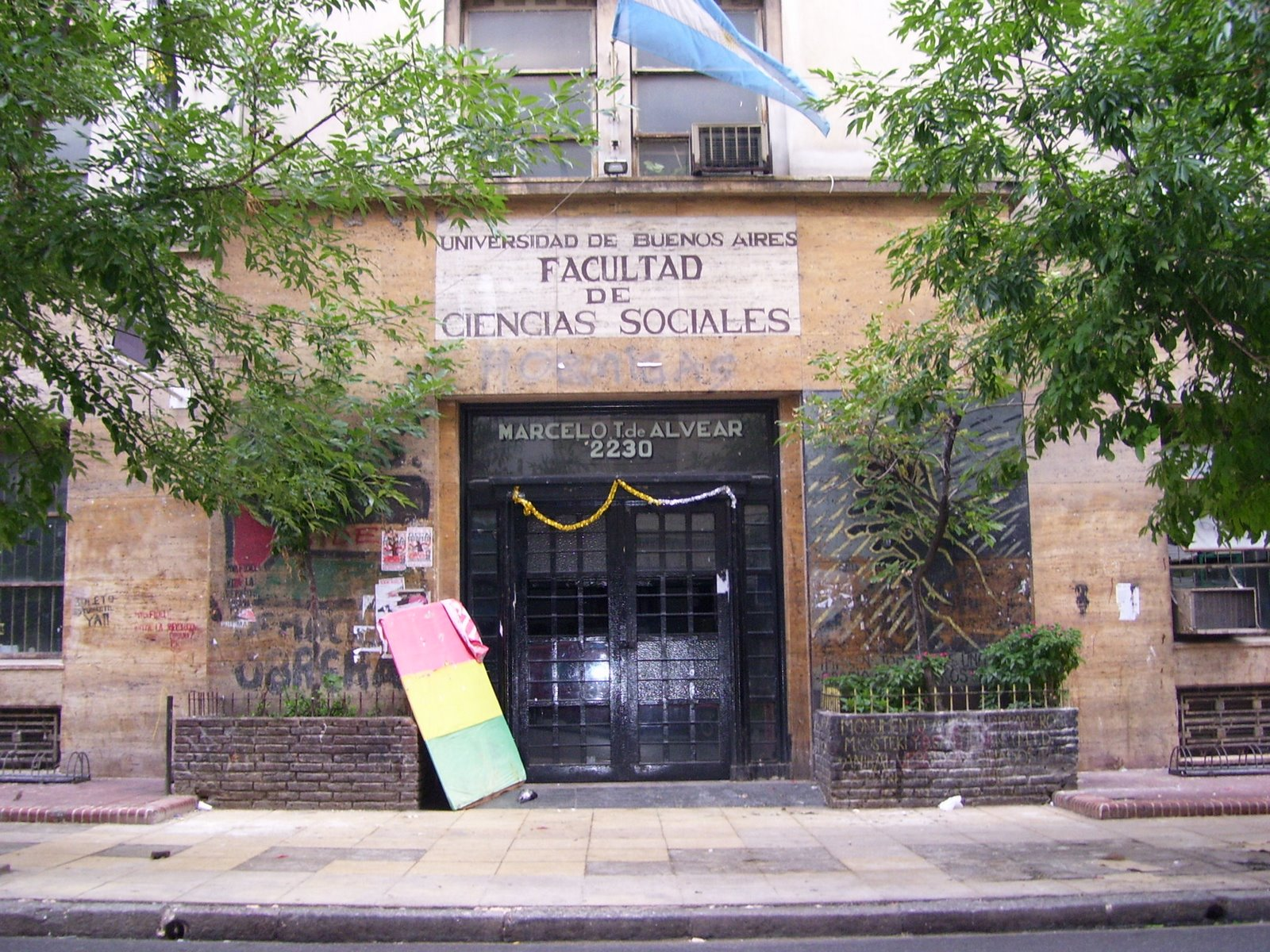
Sede Marcelo T. de Alvear, antiguo edificio del Instituto de Maternidad y Asistencia Social "Pedro A. Pardo" cedido precariamente.

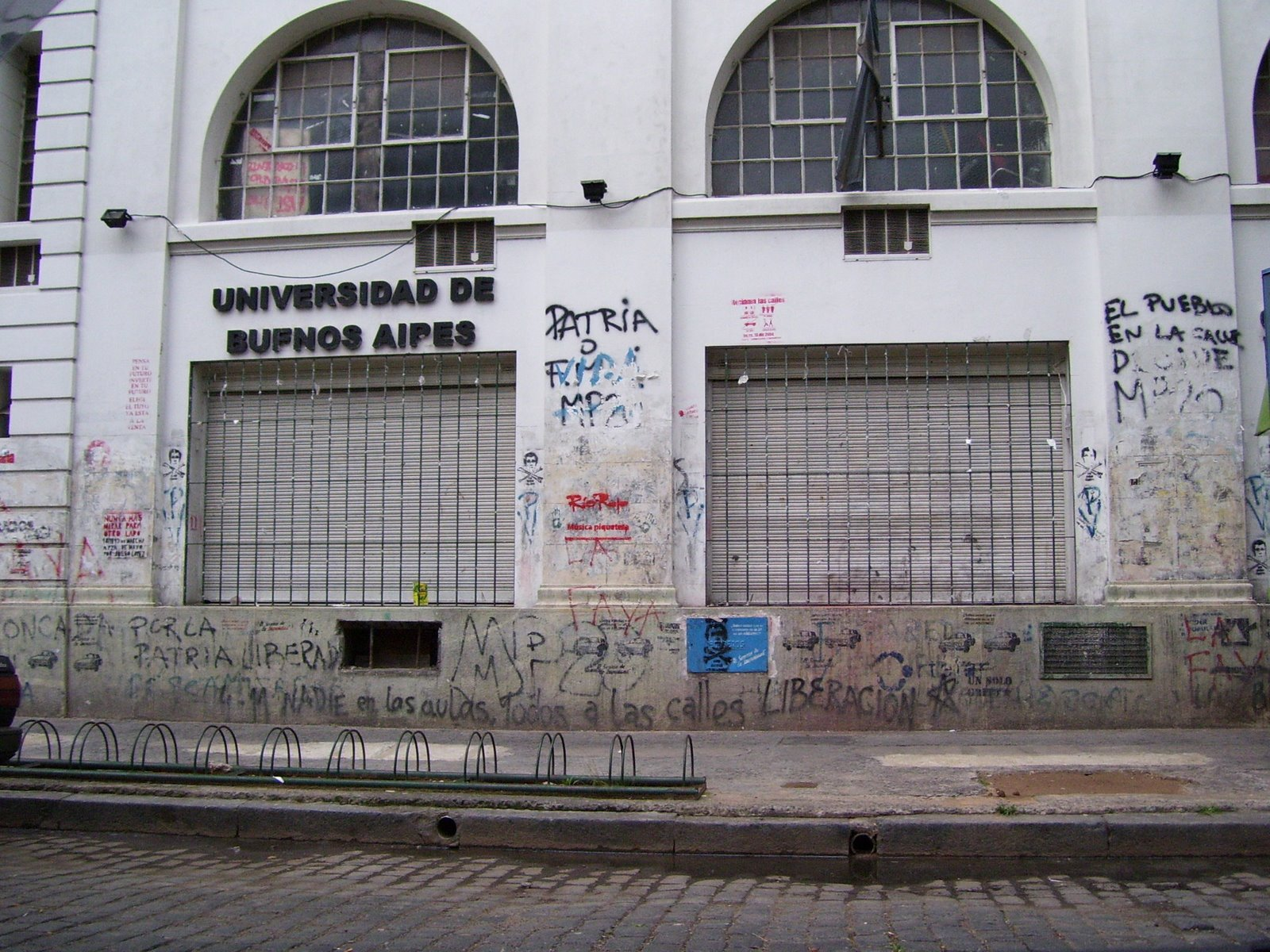
Sede Ramos Mejía 841, alquilada por la UBA para Ciencias Sociales hasta 2011.

La Facultad de Ciencias Sociales de la UBA fue creada el 25 de agosto de 1988 con el objetivo de unificar carreras de ciencias sociales que se dictaban en otras unidades académicos como la Facultad de Derecho y Ciencias Sociales e incorporar carreras recientemente creadas. 
La carrera de Trabajo Social fue fundada en 1946. La carrera de Sociología había sido creada en 1957, bajo la dirección del sociólogo italiano Gino Germani, en el contexto de la guerra fría y la proscripción del peronismo. En 1975 se crea la carrera de Relaciones del Trabajo. La necesidad de crear una facultad especial para las ciencias sociales surge en la segunda mitad de la década de 1980, ya que el contexto de la restauración democrática luego de la dictadura militar de 1976-1983 dio lugar al surgimiento de las carreras de Ciencia Política (1985) y Ciencias de la Comunicación (1986).
Hoy existe la mención respecto a que las carreras de Historia, Antropología, Ciencias de la Educación y Geografía (actualmente dictadas en la Facultad de Filosofía y Letras) por ser universalmente consideradas ciencias sociales en el mundo académico y por lo común y necesario que es el trabajo interdisciplinario entre ellas y las de la Facultad de Ciencias Sociales (como sucede en el IIGG o el IEALC que emplean profesionales de ambas facultades), deberían trasladarse a dicha Facultad. Sin embargo, no existe verdadero proyecto o interés institucional actual que se oriente en esa dirección. 

### Sedes

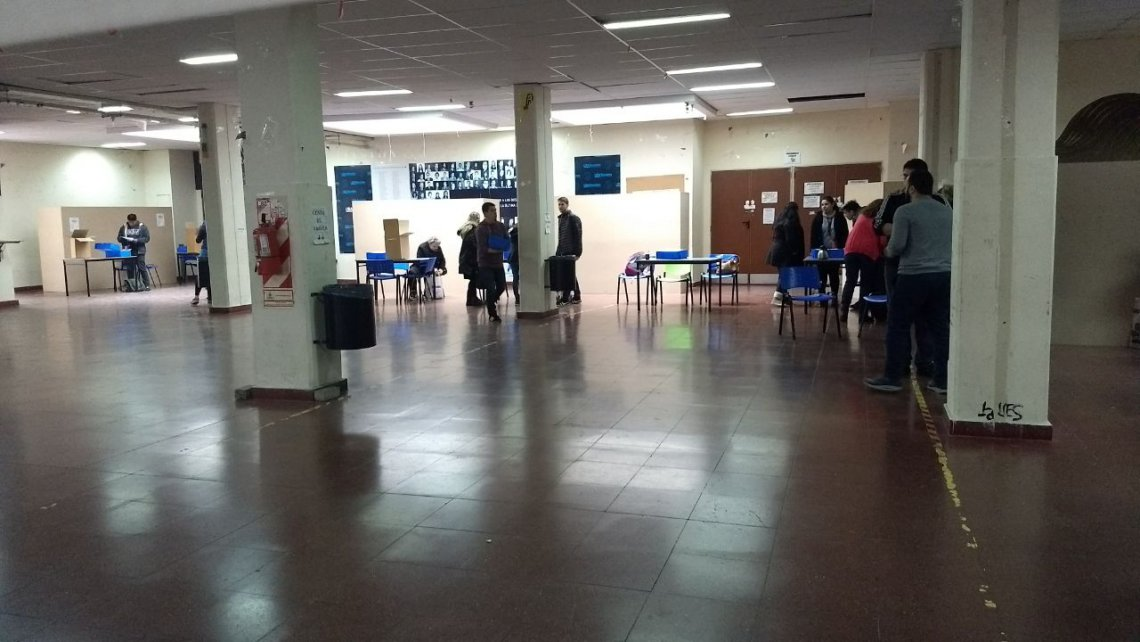
Hall central de la sede Constitución.

En 1988, se funda la Facultad, que antiguamente formaba parte de Derecho. Antiguamente, algunas de estas carreras dependían del rectorado y se dictaron en Derecho y en Filosofía y Letras según la época. Al crearse la facultad, estas se distribuyen en tres sedes: Sociología, Trabajo Social, Relaciones del Trabajo y el Decanato se instalan en Marcelo T. de Alvear 2230; Ciencias de la Comunicación en Callao 966; y Ciencia Política en Ayacucho 658.
El espacio fue insuficiente debido al crecimiento de la matrícula -especialmente de la carrera de Ciencias de la Comunicación- durante los primeros años de la década de 1990. En 1997, tras un extenso reclamo de docentes y estudiantes, que realizaron un paro de dos meses, la Facultad obtuvo en comodato el edificio de una exfábrica textil en la calle Ramos Mejía 847, Parque Centenario, con capacidad para 3.600 estudiantes. Las carreras de Comunicación y Ciencia Política se mudan totalmente en 1998.
En 2002 la situación empeora: estudiantes de la sede Marcelo T. de Alvear deben cursar en aulas de la Escuela Carlos Pellegrini y las facultades de Medicina y Odontología. En octubre, los estudiantes toman el rectorado. La toma dura 43 días. El conflicto se resuelve con la promesa de construir un edificio único para Sociales.
Durante la espera por el edificio único, se alquila otra sede en 2003, en Tucumán 3177, donde funcionaba el Instituto Herzl, que luego alojaría a estudiantes de Económicas y del Centro Cultural Ricardo Rojas. Finalmente, se compra el lote de la exfábrica Terrabusi, en el barrio de Constitución, para construir el edificio único, con capacidad estimada para 27.000 estudiantes. Es un terreno generoso en forma de cruz que ocupa casi una manzana completa, con accesos por las calles Santiago del Estero, Carlos Calvo, San José y Humberto Primo.
En 2004, el gobierno nacional otorga un crédito para empezar la construcción del edificio y las obras comienzan en 2005.
En 2006 se inaugura la primera etapa, con la mudanza de la carrera de Trabajo Social al nuevo edificio. La sede Constitución, situada en Santiago del Estero 1029, se convierte en la sexta sede en la historia de la facultad.
En 2008, la nueva sede alberga apenas 3500 de los 30 mil estudiantes de la Facultad. La facultad cumple veinte años en medio de reclamos y protestas generalizadas. Las sedes son tomadas por los estudiantes durante el mes de abril.
El 1 de septiembre de 2010 se decide la toma de las tres sedes de la Facultad. Se realizan cortes de calles y clases públicas. El 12 de octubre los estudiantes toman el Palacio Sarmiento, sede del Ministerio de Educación.
El 13 de octubre de 2010, luego de 43 días de toma, el ministro de educación Alberto Sileoni aprueba una partida especial de 20 millones de pesos para reparar las sedes actuales y terminar el edificio único.
A fines de 2010 comienza la mudanza de las carreras de Ciencias de la Comunicación y Ciencia Política al nuevo edificio. Las actividades comenzaron en febrero de 2011.
El 19 de agosto de 2014 la carrera de Relaciones del Trabajo se mudó a la sede Constitución. La mudanza de la carrera de Sociología, se realizó el primer cuatrimestre del año 2015. A partir del 25 de marzo del año 2015 por primera vez la Facultad tiene a todas sus carreras en un edificio único.

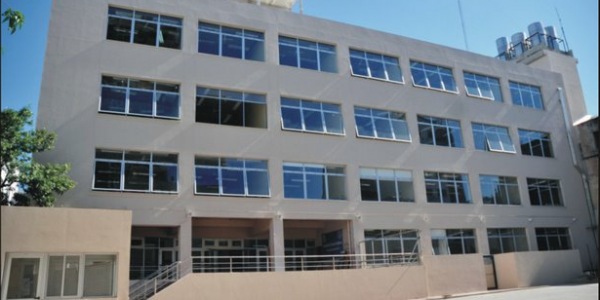
Fachada principal de la sede Constitución vista desde su plaza seca.

### Obras
Las obras para el traslado del decanato, el comedor, los institutos de investigación y la biblioteca definitiva (y no se sabe si otras dependencias administrativas o los posgrados) están en licitación y partes ya en curso. Tres pliegos de la obra ya están concluidos, mientras que el cuarto y último pliego se halla en obras aún. Una vez concluidas todas las etapas de la obra, el edificio único será de 30 mil metros cuadrados con capacidad para 30 mil alumnos, un auditorio para 700 espectadores y un subsuelo con 13 aulas-estudio planeadas para la enseñanza y la producción audiovisual y radiofónica. 
Actualmente, la Sede Constitución (coloquialmente llamada "consti" o "santiago") es donde se dictan las carreras de grado estando allí las direcciones de las cinco carreras, el Departamento de Alumnos, el Departamento Docente y la Sala de Profesores; mientras que la Sede Marcelo T. de Alvear  (coloquialmente llamada "mt" o "marcelo t") aun guarda las dependencias y oficinas administrativas, como también los posgrados, la investigación, el Centro de Lenguas Extranjeras y otros cursos de extensión. 

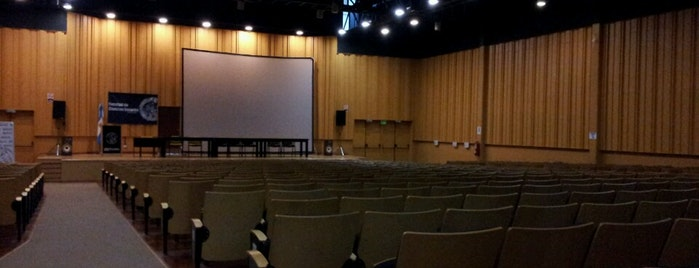
Auditorio principal de la sede Constitución.

## Oferta académica

### Carreras de Grado

#### Licenciaturas
- Ciencias de la Comunicación Social[14]

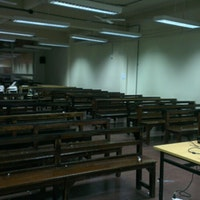
Vista del aula SG007 de la Sede Constitución.

- Ciencia Política
- Relaciones del Trabajo
- Sociología
- Trabajo Social

#### Profesorados
- Profesorado de Enseñanza Media y Superior en Ciencias de la Comunicación Social
- Profesorado de Enseñanza Media y Superior en Ciencia Política
- Profesorado de Enseñanza Media y Superior en Relaciones del Trabajo
- Profesorado de Enseñanza Media y Superior en Trabajo Social
- Profesorado de Enseñanza Secundaria, Normal y Especial en Sociología

### Posgrado

#### Maestrías
- Maestría en Ciencias Sociales del Trabajo
- Maestría en Periodismo
- Maestría en Intervención Social
- Maestría en Comunicación y Cultura
- Maestría en Gobierno
- Maestría en Políticas Sociales
- Maestría en Estudios Sociales Latinoamericanos
- Maestría en Teoría Política y Social
- Maestría en Investigación en Ciencias Sociales

#### Doctorado
El Programa de Doctorado en Ciencias Sociales es el más grande del país y cuenta con la máxima acreditación, categoría A, de la CONEAU.

#### Mas Programas de Posgrado
Además cuenta con una gran variedad de Programas de Actualización, Especializaciones y el Posdoctorado en Ciencias Sociales que reúne a reconocidos investigadores/as de los principales centros académicos de Argentina y América Latina.

## Dependencias de la Facultad

### Institutos de Investigación
El Instituto de Investigaciones Gino Germani (IIGG) cuenta con más de 260 investigadores, 220 becarios y 150 auxiliares de investigación que desarrollan más de 150 proyectos de investigación acreditados y financiados, lo que lo convierte en el instituto de investigaciones en ciencias sociales más relevante de América Latina por sus dimensiones y calidad científica y académica. www.iigg.sociales.uba.ar 

El Instituto de Estudios de América Latina y el Caribe (IEALC) tiene como finalidad promover, desarrollar y coordinar la investigación de la Facultad en el campo de los Estudios de América Latina y el Caribe impulsando la expansión de un perfil claramente latinoamericanista en las ciencias sociales de nuestro país.

### Centros
Centro de Estudios de Argentina-China (CEACh), Centro de Estudios en Ciudadanía, Estado y Asuntos Políticos de la Facultad de Ciencias Sociales de la Universidad de Buenos Aires (CEAP), Centro de Estudios de Ciudad (CEC), Centro de Estudios de Política Internacional (CEPI), Centro de Estudios e Investigaciones en Relaciones del Trabajo (CEIRET), Centro de Transferencia de Conocimiento (CETCOT), Centro de Producción e Investigación Audiovisual (CEPIA), Centro de Investigación Antonio Gramsci. Comunicación e Intervención Social. (CICOMIS) y Centro de Opinión Pública y Estudios Sociales (COPES).

### Observatorios
Observatorio Electoral de América Latina (OBLAT), Observatorio de Economía Política (OEP), Observatorio de Organizaciones No Gubernamentales (ObONGs),  Observatorio de Partidos Políticos (OPP), Observatorio de Seguridad (ObSe), Observatorio de Crímenes de Estado (OCE), Observatorio de la Economía Popular Social y Solidaria (OEPSS) y Observatorio de Trabajo y Derechos Humanos (OTDH).

### Biblioteca
Cuenta con una biblioteca especializada en Ciencias Sociales, en general y particularmente en las áreas correspondientes a las carreras que se dictan en la Facultad. La colección dispone de una amplia cobertura de materiales bibliográficos superior a los 53.000 volúmenes monográficos, incluyendo obras de referencia (enciclopedias, diccionarios, diccionarios bilingües, índices, bases de datos, etc.), tesis, tesinas, además de una importante colección de revistas científicas.

### Centro de Lenguas Extranjeras (CLE)
Cuenta con el Centro de Lenguas Extranjeras (CLE), uno de los más importantes de la UBA. Sus actividades están destinadas a la comunidad universitaria y a la sociedad en general. Se dictan cursos extra-curriculares (intensivos, regulares o especializados) de inglés, francés, portugués y español con certificación oficial de la facultad.

## Organización Política
El gobierno de la Facultad se compone de un Consejo Directivo y un Decano. El Consejo Directivo está integrado por dieciséis miembros: ocho en representación de los profesores, cuatro en representación de los graduados (y docentes auxiliares) y cuatro en representación de los estudiantes. 
Las elecciones para el Consejo Directivo (y para las Juntas de Carrera) son obligatorias y se hacen cada 2 años. El Consejo Directivo es el encargado de nombrar al Decano y al Vicedecano (por períodos de cuatro años), determinar el número de Secretarías y sus funciones, aprobar los planes de estudios y dictar los reglamentos para el régimen interno de la facultad.
La dirección de cada carrera esta en poder de una Junta de Carrera compuesta de cinco representares de profesores, cinco de graduados (y docentes auxiliares) y cinco de estudiantes. A su vez esta presidido por un equipo de dirección compuesto por un Director, un Secretario Académico y un Coordinador técnico. La Dirección es electa por dos años directamente por los tres claustros en una boleta distinta a la de los representantes de Junta de Carrera. Este órgano es de carácter evaluador y consultivo respecto a los temas académicos de las carreras.
La administración burocrático-académica de la facultad está a cargo de Secretarías. Los Secretarios/as son electos a propuesta del Decano/a y por designación del Consejo Directivo.  Las Secretarías actualmente son:
- Secretaría de Gestión Institucional
- Secretaría Académica
- Secretaría de Estudios Avanzados
- Secretaría de Extensión Universitaria
- Secretaría de Hacienda y Administración
- Secretaría de Géneros y Derechos Humanos

Además en el 2018 fueron creadas tres subsecretarías con dependencia directa de Decanato:
Subsecretaría de Políticas de Género
Subsecretaría de Cooperación Internacional
Subsecretaría de Fortalecimiento para las Capacidades Institucionales

### Autoridades
- Decana: Ana Arias
- Vicedecano: Diego de Charras

### Consejo Directivo
.

### Centro de estudiantes
El Centro de Estudiantes de Ciencias Sociales (C.E.C.So.) es la herramienta gremial de los estudiantes de la facultad. El CECSo, junto a los demás centros de estudiantes de la UBA, es miembro de la Federación Universitaria de Buenos Aires. El centro agrupa al conjunto de estudiantes de la totalidad de las carreras dictadas en la facultad.
Desde septiembre del 2024, el centro de estudiantes esta presidido por la Lista 15 (La 15 + Acción x Sociales), coalición de agrupaciones peronistas, kirchneristas y de izquierda popular.

### Decanos
| Decanato                | Período         |
| ----------------------- | --------------- |
| Mario Margulis          | 1988-1990       |
| Juan Carlos Portantiero | 1990-1998       |
| Fortunato Mallimaci     | 1998-2002       |
| Federico Schuster       | 2002-2010       |
| Sergio Caletti          | 2010-2014       |
| Glenn Postolski         | 2014-2018       |
| Carolina Mera           | 2018-2022       |
| Ana Arias               | 2022-actualidad |

## Docentes destacados
- Pablo Alabarces
- Norberto Alayón
- Eduardo Aliverti
- Waldo Ansaldi
- Leonor Arfuch
- Alcira Argumedo
- Osvaldo Baigorria
- Dora Barrancos
- Martín Becerra
- Jorge Bernetti
- Atilio Borón
- Oscar Bosetti
- Sergio Caletti
- Carlos Campolongo
- Christian Castillo
- José Castillo
- Nicolás Casullo
- Gabriela David
- Rubén Dri
- Emilio de Ípola
- Eduardo Luis Duhalde
- Alicia Entel
- José Luis Fernández
- Christian Ferrer
- Aníbal Ford
- Ricardo Forster
- Miguel De Luca
- Damián Fraticelli
- Patricia Funes
- Luis García Fanlo
- Santiago Gándara
- Horacio González
- Margarita Graziano
- Eduardo Grüner
- Gregorio Kaminsky
- Alejandro Kaufman
- Juan Carlos Korol
- Ernesto Lamas
- Oscar Landi
- Alberto Lettieri
- Diego Levis
- María Pia López
- Damián Loreti
- Fortunato Mallimaci
- Carlos Mangone
- Guillermo Mastrini
- Ernesto Meccia
- Carolina Mera
- Mario Pecheny
- Alejandro Piscitelli
- Juan Carlos Portantiero
- Carlos Prego
- Luis Alberto Quevedo
- Eduardo Rinesi
- Jorge B. Rivera
- Luis Roa
- Eduardo Romano
- Natalia Romé
- Ana Rosato
- Lucas Rubinich
- Carlos Savransky
- Héctor Schmucler
- Federico Schuster
- Ricardo Sidicaro
- Oscar Steimberg
- Oscar Traversa
- Gustavo Varela
- Mirta Varela
- Tomás Várnagy
- José Gabriel Vazeilles
- Gustavo Veiga
- Eliseo Verón
- Carolina Duek
- Axel Kicillof
- Héctor Palomino
- Silvia Garro
- Claudia Kozak
- Pablo Katchadjian
- Irene Klein
- Beatriz Busaniche